# 顾赛芬
塞拉芬·库夫勒尔（法語： 1835年1月14日—1919年11月19日），汉名顾赛芬，是一名法国耶稣会的神甫。

## 生平
1835年生于法国索姆省瓦雷讷，被派往中国做传教士。作为一名词典学家和汉学家，他创作了十五本作品，包括五本字典。他曾於1886年、1891年及1895年三度奪得儒莲奖。
1919年逝于河北献县。